# AMIA 2

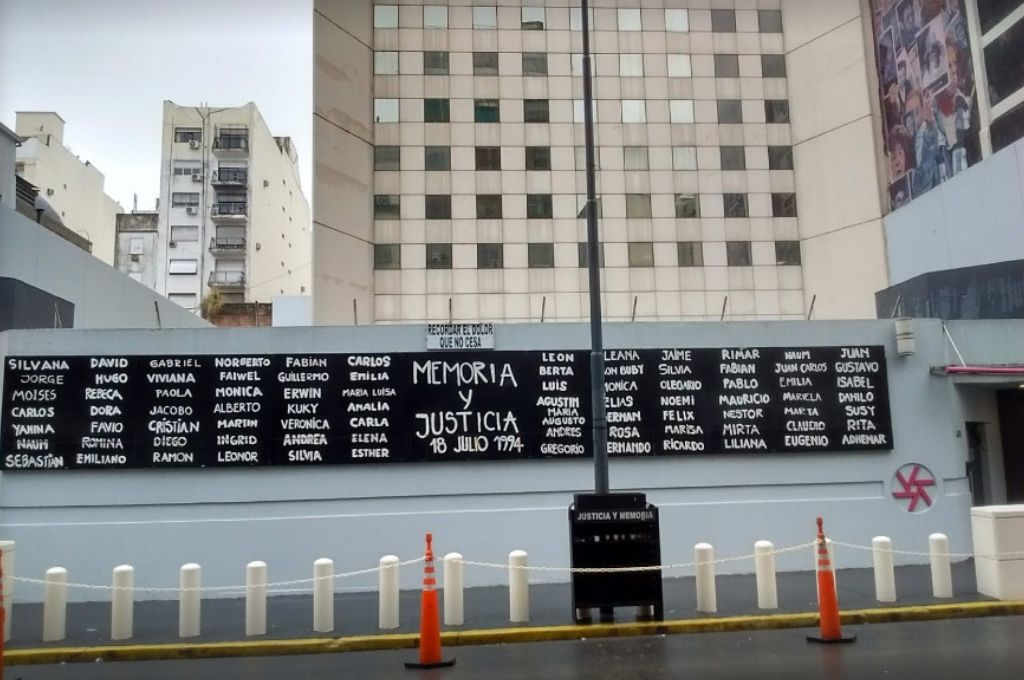
La AMIA.

AMIA 2 o el segundo juicio por el atentado a la AMIA, es un juicio oral iniciado el 6 de agosto de 2015 ante el Tribunal Oral Federal n.º 2, en el cual fueron acusadas trece personas por encubrimiento y otros delitos relacionados con el atentado terrorista a la AMIA, el 18 de julio de 1994 en la ciudad de Buenos Aires, por el que fueron asesinadas 85 personas y lesionadas más de trescientas. Entre los acusados se encuentran el expresidente de la Nación Carlos Menem, el exjuez de la causa AMIA Juan José Galeano, los exfiscales de la causa AMIA Eamon Mullen y José Barbaccia, el expresidente de la Delegación de Asociaciones Israelitas Argentinas (DAIA) Rubén Beraja, Carlos Telleldín, Hugo Anzorreguy, exjefe del Servicio de Inteligencia del Estado (SIDE), y Jorge “Fino” Palacios, excomisario de la Policía Federal y exjefe de la Policía Metropolitana de la Ciudad de Buenos Aires.
Se denomina “AMIA 2” o “segundo juicio”, debido a que el primer juicio se llevó a cabo entre 2001 y 2004, finalizando con la revelación de un amplio encubrimiento del atentado y otros delitos cometidos durante la investigación, en el que estaban involucrados el propio juez de la causa y dos de los tres fiscales, las más altas autoridades del país incluyendo al presidente de la Nación, el presidente de una de las principales organizaciones de la comunidad judía argentina, la policía y los servicios de informaciones. En marzo de 2017 el último jefe de la Unidad AMIA del Poder Ejecutivo, Mario Cimadevilla, denunció por corrupción y encubrimiento de los acusados en este juicio, a su superior el ministro de Justicia Germán Garavano.
Luego de tres años de audiencias se dictó sentencia el 28 de febrero de 2019. En la misma fueron condenados el exjuez de la causa AMIA Juan José Galeano, los exfiscales de la causa AMIA Eamon Mullen y José Barbaccia, el exjefe de los servicios de inteligencia Hugo Anzorreguy, Carlos Telleldín y otros altos funcionarios del Estado argentino. Carlos Menem, Rubén Beraja y Jorge Palacios, resultaron absueltos.

## Antecedentes
El 17 de marzo de 1992 se produjo un atentado terrorista en Buenos Aires, mediante la colocación de una bomba en la embajada de Israel que demolió el edificio causando la muerte de 22 personas y decenas de heridos. Debido a que se trataba de una sede diplomática, la investigación del delito quedó en manos de la Corte Suprema de Justicia, sin que llegara a reunir suficiente evidencia para acusar en juicio a ninguno de sus autores.
Poco más de dos años después, el 18 de junio de 1994, se produjo un nuevo atentado terrorista en Buenos Aires, mediante la colocación de una bomba que demolió el edificio de la mutual judía AMIA, causando la muerte de 85 personas y más de 300 heridos.
La investigación judicial quedó a cargo del juez federal Juan José Galeano y de los fiscales federales José Barbaccia y Eamon Mullen, a quienes en 1997 se sumó Alberto Nisman. En el curso de la investigación, los funcionarios judiciales mencionados detuvieron y encarcelaron a varias personas acusadas de complicidad en el atentado. Entre las personas detenidas se encontraban el excomisario de la Policía bonaerense Juan José Ribelli y Carlos Telleldín, acusados de haber conseguido y entregado al autor o autores del atentado, una camioneta Renault Trafic utilizada como coche-bomba.
Nueve años después, en septiembre de 2001, la causa fue elevada a juicio contra 22 acusados, que se realizó ante el Tribunal Oral Federal n.º 3, integrado por los jueces Gerardo Larrambebere, Miguel Pons y Guillermo Gordo, con la presencia de un observador de la Comisión Interamericana de Derechos Humanos (CIDH) exigida por Memoria Activa, a raíz de las sospechas de encubrimiento planteadas por esa organización contra el Estado argentino.
Durante el curso del juicio se pusieron de manifiesto serias irregularidades en la tramitación de la causa judicial, que llevó al tribunal a levantar las restricciones para declarar que pesan sobre los agentes de inteligencia. Al hacerlo quedaron al descubierto una gran cantidad de maniobras ilegales para encubrir el atentado, cometidas por el juez de la causa, dos de los tres fiscales, representantes de la comunidad judía, policías y agentes de inteligencia, y altos funcionarios del Poder Ejecutivo Nacional. Las principales maniobras de encubrimiento detectadas fueron el pago de una gran suma de dinero al acusado Carlos Telleldín, por parte de los funcionarios judiciales y el servicio de inteligencia con el fin de que declarara que la Trafic se la había entregado a una persona de origen libanés; el bloqueo de la investigación sobre Alberto Kanoore Edul, relacionado con la llamada “pista siria”, poniéndolo sobre aviso de los allanamientos que se habían ordenado; la destrucción de pruebas decisivas; vejaciones a los testigos. Mediante estas maniobras se construyó una versión falsa de los hechos con el fin de evitar la investigación.
El 2 de septiembre de 2004 el tribunal dictó sentencia absolviendo a todos los acusados y ordenando investigar por encubrimiento a los funcionarios y dirigentes que quedaron expuestos durante el juicio, entre ellos el expresidente Carlos Menem, el presidente de la Delegación de Asociaciones Israelitas Argentinas (DAIA) Rubén Beraja y el comisario Jorge “Fino” Palacios.

## El juicio
Según las leyes argentinas, cuando se produce un delito, la justicia interviene en cuatro etapas principales sucesivas: a) la investigación preparatoria de la acusaciòn o instrucción; b) el juicio que decide sobre la acusación; c) los recursos para corregir eventuales errores; d) la ejecución de sentencia.
Cada una de esas etapas está a cargo de un juez distinto que, en el caso del juicio por el atentado a la AMIA es un tribunal de tres jueces. En el caso de un delito federal, como el atentado de la AMIA, corresponde que juzgue un tribunal “federal” perteneciente al Poder Judicial de la Nación y que se aplique el Código de Procedimientos Penal de la Nación, que establece que el juicio debe realizarse en forma oral y ante los jueces.
La diferencia entre la etapa de investigación y la etapa de juicio, es que en la primera el juez no puede juzgar ni condenar —aunque sí puede tomar medidas cautelares—, y en la segunda el tribunal no puede investigar, aunque sí puede ordenar pruebas adicionales.
El juicio tiene tres grandes etapas: a) los actos preliminares en los que se controla la acusación, se integra el jurado, se ofrecen las pruebas y se designan las audiencias; b) el debate, donde se presentan los cargos, la realizan los descargos, se realizan las audiencias para oír a los testigos y peritos, finalizando con los alegatos que cada parte hace sobre la prueba; c) fallo (absolutorio o condenatorio) y sentencia (argumentos). Todas las sentencias pueden apelarse a la Cámara correspondiente, en virtud del principio de doble conforme, doble instancia o “ultragarantía”.

### El tribunal
La elevación a juicio oral fue realizada a comienzos de 2014, resultando designado el Tribunal Oral Federal n.º 2 de la Capital Federal. Pero el tribunal tardó más de un año en integrarse, debido a que más de diez jueces se excusaron por razones de amistad o enemistad con los acusados.
Finalmente el tribunal quedó integrado por los jueces Jorge Luciano Gorini, Karina Perilli y Néstor Guillermo Costabel. Como juez suplente fue designado Domingo Luis Altieri.

### Fiscales
Como fiscales fueron designados por la Procuradora General Alejandra Gils Carbó, Sabrina Namer y Roberto Salum, pertenecientes a la Unidad Fiscal AMIA (UFi-AMIA).

### Querellantes
En total se presentaron treinta y una querellas unificadas en seis cabezas: Memoria Activa (Asociación de amigos y familiares de las víctimas), 18J (Asociación de familiares), Apemia (Asociación de familiares), AMIA-DAIA, policías bonaerenses y Unidad AMIA (Poder Ejecutivo Nacional).

### Veedor de la CIDH
Como veedor internacional en representación de la Comisión Interamericana de Derechos Humanos, participa también el comisionado Paulo Vannuchi, exministro de Derechos Humanos de Brasil y coautor del informe Brasil Nunca Más. Vannuchi fue nombrado en 2016 como Relator para Argentina, Bolivia y Paraguay, y Encargado de la Unidad sobre los Derechos Económicos, Sociales y Culturales por la CIDH.

### Acusados y cargos
Los trece acusados y los cargos de cada uno:
- Carlos Menem. Era presidente de Argentina (1989-1999) en la fecha del atentado y hasta cinco años después. Menem es hijo de padre y madre sirios y tenía importantes relaciones en Siria. Había dicho públicamente “Esto me lo hicieron a mí”, en ocasión del atentado a la embajada de Israel, y luego cuando sucedió el atentado a la AMIA declaró “les pido perdón”. La muerte de su hijo al caer el helicóptero que comandaba en 1995, ha sido también vinculada a los dos atentados mencionados.[14] Fue acusado de encubrimiento del atentado y falsedad ideológica en ocho hechos, abuso de autoridad por haber actuado a través de su hermano Munir, para interrumpir la investigación inicial sobre el comerciante de origen sirio Alberto Kanoore Edul. Esa investigación era parte de la hipótesis conocida como la “pista siria”. Falleció el 14 de febrero de 2021.[15]
- Hugo Anzorreguy. Era el jefe de la entonces Secretaría de Inteligencia del Estado (SIDE) durante el gobierno de Menem, organismo que aportó los fondos para entregarle al acusado en ambos juicios Carlos Telleldín, con el fin de que denunciara falsamente la participación en el atentado de otras personas. Los delitos de que se lo acusó fueron peculado, encubrimiento del atentado, abuso de autoridad y falsedad ideológica, por haber actuado para que se abandone la investigación sobre Kanoore Edul y la pista siria.[15] La operación de pago a Telleldín está detallada en la sentencia del primer juicio, en el Capítulo VIII, punto G.[16]
- Juan Carlos Anchézar, era el subsecretario de la SIDE, bajo el mando de Anzorreguy. Se lo acusó de haber actuado en la operación para impedir que se investigara la pista siria, por presunto pedido del entonces presidente Menem.[15]
- Patricio Finnen, era el jefe del equipo de espionaje conocido como “Sala Patria” de la SIDE, bajo el mando de Anzorreguy y Anchézar. Finnen trabajó muy cerca del juez Galeano y de la comunidad judía en la investigación del atentado, hasta 2001, cuando fue separado de su cargo.[17] Mantenía una dura interna con el entonces jefe de Contrainteligencia Jaime Stiuso.[17] Al declarar en el primer juicio, Finnen sostuvo que la SIDE había descartado luego de dos años de investigaciones que el libanés Ibrahim Hussein Berro pudiera haber sido el autor del atentado.[18] Finnen fue acusado de haber participado en el pago de los 400.000 dólares al acusado Telleldín, para involucrar falsamente a agentes de la Policía bonaerense.[15]
- Juan José Galeano, fue el juez a cargo de la investigación de la causa AMIA, durante nueve años desde el atentado. Había sido designado juez un año antes por el entonces presidente Menem, por recomendación del también por entonces jefe de la SIDE Hugo Anzorreguy, con quien Galeano tenía una estrecha vinculación.[19][20][21] Fue separado de la investigación del atentado el 1 de diciembre de 2003, debido a los testimonios que lo incriminaron durante el primer juicio por el atentado a la AMIA.[22][23] El 3 de agosto de 2005 fue destituido mediante juicio político por un jury de enjuiciamiento del Consejo de la Magistratura, luego de encontrarlo culpable de haber ordenado el pago de 400 000 dólares a Telleldin, acusado y detenido en la causa AMIA bajo su dirección, con el fin de incriminar falsamente a varios policías bonaerenses.[24] Fue acusado de peculado, coacción a testigos, privación ilegítima de la libertad, falsedad ideológica, prevaricato, encubrimiento y abuso de autoridad.[15]
- José Barbaccia, fue uno de los tres fiscales de la causa AMIA hasta 2004, junto con Eamon Mullen (también acusado) y Alberto Nisman -este último desde 1997. En septiembre de 2004 renunció como fiscal y su renuncia fue aceptada por el entonces procurador general Esteban Righi.[25] Fue acusado de haber participado en la operación de pago de 400 000 dólares de Telleldín para que incriminara a los policías bonaerenses.[15]
- Eamon Mullen, fue uno de los tres fiscales de la causa AMIA hasta 2004, junto con José Barbaccia (también acusado) y Alberto Nisman -este último desde 1997. Fue acusado de haber participado en la operación de pago de 400 000 dólares de Telleldín para que incriminara a los policías bonaerenses.[15] En julio de 2004 renunció como fiscal y su renuncia fue aceptada por el entonces procurador general Esteban Righi.[26] A partir de 2009 fue contratado por el Gobierno de la Ciudad de Buenos Aires.[27]
- Rubén Beraja, era presidente de la Delegación de Asociaciones Israelitas Argentinas (DAIA) cuando se produjo el atentado y representó como querellante a la DAIA, en la investigación judicial llevada adelante por el juez Galeano. Fue acusado de haber participado en la operación que le pagó 400 000 dólares a Telleldín con el fin de que incriminara a varios policías bonaerenses.[11]
- Jorge Alberto “Fino” Palacios, era jefe de la Unidad Antiterrorista de la Policía Federal Argentina en la época del atentado. Fue también el primer jefe a de la Policía Metropolitana de la Ciudad Buenos Aires. La imputación a Palacios se originó en el cruzamiento de llamados telefónicos realizado por la UFi-AMIA y fue solicitada por el fiscal Alberto Nisman, sosteniendo que Palacios actuó para neutralizar los allanamientos ordenados en 1994 en propiedades del comerciante argentino de oigen sirio Alberto Kanoore Edul y en la destrucción de las grabaciones ordenadas judicialmente, que habían registrado la conversación telefónicas del sospechoso. Kanoore Edul es una de las personas ligadas a la “pista siria”, debido a sus gestiones para comprar una Trafic a Telleldín, al hecho de que el volquete que estuvo frente a la AMIA hasta pocos minutos antes de la explosión fue llevado a su comercio y a que en su agenda telefónica figuraba el nombre “Mezquita/Rabbani”, este último uno de los iraníes fugitivos acusados de ser uno de los autores del atentado.[28][15]
- Carlos Castañeda, era jefe de la división Protección del Orden Constitucional (POC) de la Policía Federal Argentina y coordinó junto con Palacios las operaciones ordenadas en la investigación judicial referidas a Kanoore Edul y la pista siria. Castañeda fue el primer condenado —y hasta 2016 el único— por la causa AMIA. El 22 de junio de 2005, fue condenado a cuatro años de prisión por la desaparición de 68 casetes de escuchas telefónicas, 13 disquetes y tres videos, por borrar la agenda del armador del acusado Carlos Telleldín y destruir otras pruebas tomadas en los días posteriores al atentado.[29][30][31] En 2011, la Corte Suprema anuló la sentencia que condenó a Castañeda y ordenó dictar una nueva sentencia que tuviera en cuenta que los delitos cometidos por Castañeda podrían haber prescripto (vencimiento por el paso del tiempo).[32] En 2016 la justicia aún no había dictado la sentencia definitiva. En el juicio AMIA2 fue acusado de los mismos delitos que Palacios.[15]
- Carlos Telleldín, era un armador de automóviles usados y robados, que fue acusado de haber entregado la camioneta Renault Trafic en la que se habrían colocados los explosivos utilizados para realizar el atentado. Telleldín fue uno de los primeros acusados en la causa AMIA. Fue detenido apenas nueve días después del ataque, el 27 de julio de 1994.[33] Pocos meses después, mientras estaba detenido, Telleldín acusó a varios policías bonaerenses (Juan José Ribelli, Raúl Edilio Ibarra, Anastacio Ireneo Leal y Mario Norberto Bareiro) de ser las personas que le pidieron la Trafic y a quienes se la entregó, provocando el encarcelamiento de los mismos. Telleldín, los policías a quienes acusó y varios acusados más fueron enjuiciados entre 2001 y 2004. Durante el juicio se reveló escandalosamente que Telleldín había recibido 400 000 dólares mientras estaba detenido, que le entregaron el juez de la causa, los fiscales, la dirigencia judía y los servicios de inteligencia, para que incriminara a los policías bonaerenses. Las gravísimas ilegalidades descubiertas en el primer juicio, llevaron a la absolución de todos los acusados, incluido Telleldín. Quedó en libertad en 2005, luego de once años de prisión preventiva.[34] Fue procesado también en la causa por encubrimiento del atentado, debido a su actuación en la operación que llevó a la incriminación de los policías bonaerenses y está acusado en el juicio de haber cometido el delito de peculado, a través de su abogado (Víctor Stinfale) y su entonces esposa (Ana Boragni).[15]
- Ana Boragni. Era la esposa esposa de Telleldín en aquel momento. Está acusada de haber recibido los 400 000 dólares pagados a su esposo para inculpar a los policías bonaerenses, entregados por agentes de inteligencia y de haber llamado a su esposo a la cárcel para confirmar que el pago se había realizado.[15]
- Víctor Stinfale. Era el abogado de Telleldín. Está acusado de haber sido cómplice del pago de los 400 000 dólares a su cliente para inculpar a los policías bonaerenses y de haber estado acompañando a Ana Boragni cuando esta recibió el dinero.[15]

### Las audiencias
Actualizado al 19/09/2016.
Las audiencias del juicio comenzaron el 8 de agosto de 2015 y se prolongaron aproximadamente con una frecuencia de una por semana hasta 2016. En las primeras audiencias se leyeron los cargos que la fiscalía y las querellas hicieron a los acusados. Entre las particularidades que tuvo alguna querella en particular se destacó la de la querella unificada AMIA/DAIA que no le realizó ningún cargo al expresidente de la DAIA Rubén Beraja, acusado de encubrimiento por la fiscalía y las demás querellas.

#### Audiencias 1 a 10
En agosto, se realizaron tres audiencias (1-3), en septiembre cuatro (4-7), en octubre cinco (8-12), en noviembre tres (13-15), y en diciembre tres (16-18). En enero de 2016, el tribunal entró en receso para continuar en febrero con cuatro audiencias (19-22), marzo con cuatro (23-26), en abril realizaron seis (27-32),, en mayo se realizaron cuatro (33-36), en junio seis (37-42) y en julio dos (43-44), hasta la última actualización del artículo.
En las primeras dos audiencias se leyeron los de cada una de las querellas. En la tercera y cuarta audiencia se trataron cuestiones preliminares y en esta última comenzaron las declaraciones indagatorias de los acusados, sin que exista obligación de declarar, que se extendieron hasta la decimoprimera audiencia. Los acusados Menem, Galeano, Castañeda, Stinfale y Anzorreguy se negaron a declarar. Por su parte declararon y en algunos casos respondieron preguntas los acusados Palacios, Mullen, Barbaccia, Telleldín, Boragni y Beraja. Los exagentes de inteligencia Anchezar y Finnen declararon en privado, por disposición del tribunal.

### Audiencias de prueba

#### Audiencias 12 a 20
En la 12.ª audiencia comenzaron a declarar los testigos. El primer testigo en declarar fue Juan José Ribelli, expolicía que estuvo preso ocho años como acusado de complicidad en el atentado y que fue liberado en 2004 el TOF 3 declaró nula la investigación llevada adelante por el exjuez Galeano, en el primer juicio. Ribelli se recibió de abogado en la cárcel y en el segundo juicio se presentó también como abogado de su propia causa y la de los demás policías bonaerenses que habían sido acusados junto a él.
En la 13.ª audiencia terminó de declarar Ribelli y comenzaron a declarar los demás policías bonaerenses acusados ilegalmente por la investigación liderada por Galeano. El primero en declarar fue Anastasio Leal. En esta audiencia la querella del Ministerio de Justicia y Derechos Humanos agregó como prueba un documento del FBI donde se concluye que no existían pruebas suficientes para culpar a los policías bonaerenses que el exjuez Galeano había quitado de la causa.
En la 14.ª audiencia declaró como testigo el policía bonaerense Norberto Bareiro, que estuvo ocho años y dos meses preso por el atentado hasta que fue liberado por la decisión del TOF 3. En la 15.ª audiencia declaró Sergio Burstein, uno de los familiares de las víctimas y miembro de la Asociación 18-J, una de las querellantes; en esta audiencia la querellas del Ministerio de Justicia y Derechos Humanos pidió que se agregaran como prueba grabaciones de conversaciones en poder de la DAIA y los cables de la embajada de Estados Unidos publicados por WikiLeaks en los que se mencionan actuaciones de dirigentes de la comunidad judía argentina y del entonces fiscal Nisman.
En la audiencia 16.ª, realizada el 3 de diciembre de 2015, declaró Olga Degtiar, madre de Cristian Degtiar, una de las víctimas asesinadas en el atentado. En la audiencia 17.ª declararon Graciela Linial y Jacobo Furman, quienes sufrieron la muerte de su hijo Fabián. En la audiencia 18.ª, la última del año 2015, no hubo declaraciones y se dedicó a planificar las audiencias de febrero y marzo, luego del receso anual por vacaciones del mes de enero.
En la audiencia n.º 19 realizada el 4 de febrero de 2016, declaró como testigo Jorge Lew, miembro fundador de Memoria Activa y padre de Agustín Lew, asesinado en la AMIA. Lew relató que el entonces juez Galeano favorecía en el trato y el acceso a la causa a la AMIA y la DAIA, mientras que restringía la participación de los familiares de víctimas agrupados en Memoria Activa, y que las autoridades de la DAIA y AMIA (Beraja y Oscar Hansman) le pidieron disculpas al entonces presidente Menem cuando los familiares denunciaron el encubrimiento en 1997.
En la audiencia 20.ª, declararon como testigos dos policías bonaerenses detenidos por Galeano, Jorge Rago —que relató las amenazas recibidas por el juez Galeano para incriminar al policía bonaerense Anastasio Leal a cambio de dejarlo libre— y Diego Barreda —que declaró haber recibido presiones similares—.

#### Audiencias 21 a 30
En la audiencia 21.ª, declararon como testigos los expolicías Oscar Bacigalupo y Argentino Lasala, ambos detenidos por Galeano, quienes también relataron las presiones del exjuez de la causa AMIA. En la audiencia 22.ª, declararon los expolicías bonaerenses Bautista Huici y José Arancibia, detenidos por Galeano y absueltos en el primer juicio, en un tono similar a los anteriores. En la audiencia n.º 23, declararon los expolicías bonaerenses Julio César Gatto y Marcelo Daniel Valenga que también relataron haber recibido presiones y procesamientos relacionados con la incriminación de Ribelli. En la audiencia 24.ª, declararon en el mismo tono los expolicías Marcelo Albarracín y Juan Maisú.
En la audiencia n.º 25, declararon las familiares de víctimas Adriana Reisfeld y Diana Malamud, ambas de Memoria Activa, que declararon sobre irregularidades, presiones y persecuciones atribuidas a Galeano, los fiscales Mullen y Barbaccia, miembros de la Policía Federal y los dirigentes de la comunidad judía.
La audiencia 26.ª se realizó el 31 de marzo de 2016. Allí declararon otros dos policías bonaerenses, Eduardo Toledo y Marcelo Casas, que habían sido enjuiciados por falso testimonio en la causa AMIA y resultaron absueltos. Declararon sobre presiones realizadas por Galeano y los fiscales. En la audiencia 27.ª 2 los expolicías Walter Castro y Víctor Cruz, en tonos parecidos a los anteriores. En esta audiencia la querella de los expolicías bonaerenses pidió que se agregue como prueba la resolución de la Cámara Criminal y Correccional Federal del 30 de marzo de 2016 confirmando el procesamiento del excomisario Luis Vicat, la abogada Marta Parascándalo y el juez Federico Domínguez, en una causa vinculada al encubrimiento del atentado a la AMIA.
La audiencia 28.ª se realizó el 11 de abril de 2016. Allí declararon declararon como testigos el expolicía Manuel García y dos familiares de Claudio Araya, un expolicía fallecido que estuvo seis años y medio preso acusado como partícipe del atentado.
La audiencia 29.ª se realizó el 14 de abril de 2016. Declaró el testigo Juan Bottegal, un abogado vínculó a Carlos Telleldín con la policía de Vicente López. También hubo discusiones sobre la prueba entre la defensa de Rubén Beraja, contra la fiscalía y las querellas de los familiares de las víctimas.
La audiencia 30.ª se realizó el 21 de abril de 2016. Declararon los testigos José Ferrari, exjefe de operaciones de la Brigada policial de Vicente López y Claudio Lupiano, un abogado que defendió a uno de los policías falsamente imputados.

#### Audiencias 31 a 41
La audiencia 31.ª se realizó el 25 de abril de 2016. Declararon Jorge Oslovsky, un abogado sumariante de la policía bonaerense que intervino en los sumarios de los policías falsamente imputados, y Sandra Cardeal, quien fuera interrogada por el acusado Jorge “Fino” Palacios.
La audiencia 32.ª se realizó el 28 de abril de 2016. Declararon los testigos Alberto Barreda y Miguel Ángel Gargano Mendoza, padre y exabogado de uno de los policías que falsamente imputados.
La audiencia 33.ª se realizó el 5 de mayo de 2016. Declararon el exjefe de la policía bonaerense Adolfo Vitelli, y el ex director general de Asuntos Internos José Carlos Bretschneider, sobre los sumarios a los policías falsamente imputados.
La audiencia 34.ª se realizó el 9 de mayo de 2016. Declararon como testigos los abogados Alberto Spagnuolo y Gustavo Semorile, exdefensores de Carlos Telleldín en la causa AMIA 1, mientras que Semorile también defendió a Miriam Salinas y Pablo Ibáñez. Ambos fueron fueron detenidos en la investigación que encubrió el atentado.
La audiencia 35.ª se realizó el 19 de mayo de 2016. Declararon como testigos el policía Claudio Camarero y el vecino Darío Francica sobre los allanamientos realizados en las propiedades de Alberto Kanoore Edul relacionados con la pista siria.
La audiencia 36.ª se realizó el 26 de mayo de 2016. Declararon tres testigos. El primero fue el exsuperintendente del Interior de la Policía Federal, el segundo fue Carlos Alberto Salomone que se desempeñó a las órdenes del acusado Jorge “Fino” Palacios y el tercero fue el policía experto en terrorismo Jorge González, que había sido denunciado por el acusado exjuez cuando propuso profundizar la pista siria y no ahondar la pista de la policía bonaerense.
La audiencia 37.ª se realizó el 2 de junio de 2016. Declararon como testigos tres personas cercanas a la familia Kanoore Edul, sobre la investigación de la pista siria.
La audiencia 38.ª se realizó el 6 de junio de 2016. Declararon como testigos tres policías que actuaron en la investigación dirigida por el exjuez Galeano: Carlos Heise, José Portaluri y Humberto Almerich.
La audiencia 39.ª se realizó el 9 de junio de 2016. Declararon como testigos los policías José Luis Callojas y Eduardo Aguilera, que actuaron durante varios años en la investigación bajo las órdenes del acusado Jorge “Fino” Palacios. Durante la audiencia el tribunal ordenó detener a Aguilera acusándolo de falso testimonio.
Las audiencias 40.ª y 41.ª se realizaron el 16 y 23 de junio de 2016. Declararon como testigos dos agentes de inteligencia. El tribunal dispuso mantener en secreto sus extensas declaraciones, prohibiendo la presencia de la prensa y el público.

#### Audiencias 42 a 50
La audiencia 42.ª se realizó el 30 de junio de 2016. Declararon como testigos el policía federal Marcelo Horacio Martín, del Departamento Unidad de Investigación Antiterrorista (DUIA) y un exagente de inteligencia que desempeñó en la época del encubrimiento el cargo de subsecretario de Exteriores de la SIDE, quien en las generales de la ley declaró mantener una relación profesional, como abogado, con el acusado Hugo Anzorreguy, debido a la cual el tribunal suspendió provisoriamente su declaración.
La audiencia 43.ª se realizó el 4 de julio de 2016. Declaró un exagente de inteligencia, prohibiendo el tribunal que su declaración se hiciera pública.
La audiencia 44.ª se realizó el 7 de julio de 2016. Declararon Gastón Bentancour y Mariana Ércoli, que se desempeñaban en el juzgado del acusado exjuez Galeano, en la época del encubrimiento.
La audiencia 45.ª se realizó el 4 de agosto de 2016. Declararon otros exempleados que se desempeñaban en el juzgado del acusado exjuez Galeano, en la época del encubrimiento: Laura Capra, Graciela Burzomi e Ignacio Durand.
La audiencia 46.ª se realizó el 11 de agosto de 2016. Declaró un solo testigo, Juan Trujillo, que fuera prosecretario de los fiscales Mullen, Barbaccia y Nisman.
La audiencia 47.ª se realizó el 18 de agosto de 2016. Declararon dos testigos: el secretario de la fiscalía de Mullen, Barbaccia y Nisman, Gabriel Yuri, y un empleado del juzgado de Galeano, Leonardo Héctor Corrías.
La audiencia 48.ª se realizó el 25 de agosto de 2016. Declararon más empleados que trabajaban en el juzgado de Galeano: Karina Auletta, Jimena Castro y Esther Guarignielo.
La audiencia 49.ª se realizó el 29 de agosto de 2016. Declararon dos testigos, un empleado de la fiscalía, Alan Nessi y otro del juzgado de Galeano, Cristian Maldonado.
La audiencia 50.ª se realizó el 1 de septiembre de 2016. Declaró un solo testigo, el periodista Raúl Kollman, encargado por el periódico Página/12 para cubrir el caso AMIA.

#### Audiencias 51 a 60
La audiencia 51.ª se realizó el 8 de septiembre de 2016. En la misma declaró Agustín Gamboa, ex prosecretario del juez Galeano, quien confirmó haber participado de la destrucción por orden del juez de unas quince filmaciones de testimonios informales, que se realizaban como parte de “una metodología de trabajo”. También declaró sobre el modo que se investigó la “pista siria”.
La audiencia 52.ª se realizó el 22 de septiembre de 2016. En la misma declaró el periodista Rolando Graña y Jorge Damonte, un excompañero de celda de Telleldín. Graña fue el primer periodista que recibió informes sobre las irregularidades cometidas en el juicio, por parte del prosecretario Claudio Lifschitz. Graña contó que le dijo al exfiscal Mullen sobre las denuncias Lifschitz y que aquel le respondió que Lifschitz era “un boludo”. Graña contó también que le entregó a Nisman una cinta con escuchas en farsi que, al parecer, pertenecían a células dormidas iraníes, pero que Nisman nunca incorporó a la causa.
La audiencia 53.ª se realizó el 26 de septiembre de 2016. En la misma declaró un exagente de inteligencia, sin público presente y con la orden judicial de no dar a conocer el contenido de su declaración.
La audiencia 54.ª se realizó el 29 de septiembre de 2016. En la misma declaró Roberto Dios, un empleado del juzgado de Galeano, y Rubén Beraja, expresidente de la DAIA, imputado en la causa. Dios dijo no recordar muchos de los hechos referidos en las preguntas. Declaró haber quemado varios videos por orden de Galeano.
La audiencia 55.ª se realizó el 6 de octubre de 2016. En la misma declararon el periodista Román Lejtman y Anselmo Galeano, un exfuncionario del Servicio Penitenciario Federal. Lejtman cubrió el caso para el diario Página/12, siendo Telledín una de sus fuentes principales, a quien le llegó a proponer la edición de un libro sobre el caso. Lejtman relató que un funcionari de la Presidencia de la Nación le ofreció pagar el dinero para editar el libro, si el contenido era “guionado” por el gobierno. Lejtman se negó a dar el nombre del referido funcionario, quedando la decisión final a ser tomada por el tribunal. Sobre la “pista siria”, el periodista declaró que el presidente Menem le dijo que había dado instrucciones de no investigar a Nassib Haddad, “porque no había nada”.
La audiencia 56.ª se realizó el 13 de octubre de 2016. En la misma declararon tres exfuncionarios del Servicio Penitenciario Federal (Juan Cid, Mario Moreno y Enrique Mauregui), sobre la detención de Carlos Telleldín y quienes pudieron haberlo visitado.
La audiencia 57.ª se realizó el 20 de octubre de 2016. En la misma declararon tres choferes de la excamarista María Luisa Riva Aramayo, para testimoniar sobre las visitas de esta jueza al acusado Telleldín.
La audiencia 58.ª se realizó el 24 de octubre de 2016. En la misma declaró el especialista en presupuesto Raúl Enrique Rigo, citado a pedido de la defensa de Hugo Anzorreguy, para dar información sobre los fondos de la SIDE, testimoniando que debido a que todo el presupuesto del organismo “era fondo reservado”, no era posible saber qué uso se le dio a los fondos. También declaró otro exagente de inteligencia.
La audiencia 59.ª se realizó el 3 de noviembre de 2016. Declararon el excapitán Héctor Pedro Vergez -condenado por delitos de lesa humanidad- y un exagente de Inteligencia. Vergez declaró por teleconferencia -interrumpida a poco de iniciarse- debido a que fue contratado para actuar en la investigación del atentado debido a que conocía al padre del principal sospechoso Carlos Telledín.
La audiencia 60.ª se realizó el 7 de noviembre de 2016. Continuó la declaración del excapitán Héctor Pedro Vergez -esta vez en forma presencial- y se tomó testimonio a dos exagentes de Inteligencia. Vergez dijo no recordar lo que habló con Telleldín cuando lo visitó en la cárcel. Las declaraciones de los agentes de inteligencia son de contenido reservado y no pueden ser difundidos.

#### Audiencias 61 a 70
La audiencia 61.ª se realizó el 10 de noviembre de 2016. Continuaron declarando agentes de inteligencia, cuyos testimonios son de contenido reservado y no pueden ser difundidos.
La audiencia 62.ª se realizó el 17 de noviembre de 2016. Durante la misma prestó declaración indagatoria (sin obligación de decir verdad) uno de los acusados, Juan José Galeano, exjuez de la causa en la que se investigaba el atentado a la AMIA.
La audiencia 63.ª se realizó el 21 de noviembre de 2016. Declararon nuevos agentes de inteligencia, cuyos testimonios son de contenido reservado y no pueden ser difundidos.
La audiencia 64.ª se realizó el 24 de noviembre de 2016. Declaró otro agente de inteligencia, cuyos testimonio es de contenido reservado y también se realizó un careo entre el acusado Rubén Beraja, expresidente de la DAIA y el testigo y periodista Raúl Kollmann. El careo estuvo motivado en las declaraciones de Kollmann sobre una reunión mantenida con Beraja, que este último afirmó que no existió. Kollmann dio detalles del lugar y las características de la reunión, mientras que Beraja sostuvo que Kollmann pese a ser judío no formaba parte de la comunidad judía argentina.
La audiencia 65.ª se realizó el 1 de diciembre de 2016. Durante la misma amplió su declaración indagatoria (sin obligación de decir verdad) y sin aceptar preguntas, otro de los acusados, Eamon Mullen, exfiscal de la causa en la que se investigaba el atentado a la AMIA.
La audiencia 66.ª se realizó el 5 de diciembre de 2016. Durante la misma declaró como testigo la expresidenta Cristina Fernández de Kirchner, en referencia a su actuación en la Comisión Bicameral Especial de Seguimiento de la Investigación de los Atentados a la Embajada de Israel y la AMIA, la cual se desarrolló entre 1996 y 2001 mientras era senadora. Fernández de Kirchner señaló que presentó varios informes en disidencia con la mayoría de la Comisión, que concordaban con la postura de la Justicia representada por el acusado exjuez Galeano. Fernández de Kirchner relató un encuentro de la Comisión con Galeano, en la que el exjuez se retiró ofuscado, luego de contestar que no recordaba si Munir Menem -hermano del presidente Menem-, en relación con la pista siria.
La audiencia 67.ª se realizó el 15 de diciembre de 2016. Declaró un agente de inteligencia, cuyos testimonio es de contenido reservado y no puede ser difundido.
La audiencia 68.ª se realizó el 19 de diciembre de 2016. Durante la misma amplió su declaración indagatoria (sin obligación de decir verdad) el acusado Juan José Galeano, exjuez de la causa en la que se investigaba el atentado a la AMIA.
La audiencia 69.ª se realizó el 22 de diciembre de 2016. Declaró el abogado Beinusz Szmukler, sobre su actuación como miembro del Consejo de la Magistratura entre 2002 y 2006, en la comisión de acusación contra el exjuez Juan José Galeano. Relató que entre los principales hechos que llevaron a la destitución de Galeano se encontraban “el pago a Telleldín, grabaciones ilegales a imputados en el juzgado con la presencia del juez, fiscales y representantes de la dirigencia comunitaria y negociaciones con los imputados policías”. En varias ocasiones las defensas solicitaron al tribunal la suspensión de la declaración del testigo.
La audiencia 70.ª se realizó el 2 de febrero de 2017. Declaró primero Marcela Rodríguez, quien integró la comisión de acusación del Consejo de la Magistratura y en ese rol le tocó encabezar la investigación contra el exjuez Galeano. Entre sus declaraciones afirmó que “AMIA y DAIA no apoyaban ni tenían interés en que se profundizara” la investigación. El segundo testigo fue Bernardo Quinzio, exsenador del Partido Justicialista que integró la Comisión Bicameral Especial de Seguimiento de la investigación de los atentados a la Embajada de Israel y al edificio de la AMIA, en 1996 y 1997.

#### Audiencias 71 a 80
La audiencia 71.ª se realizó el 6 de febrero de 2017. En la misma debían declarar Miriam Salinas y Pablo Ibáñez, pero las defensas de los exfiscales Eamon Mullen y José Barbaccia se opusieron. Luego de varias horas el tribunal no hizo lugar a la oposición, alcanzando a declarar ese día solo Pablo Ibáñez. Ibáñez y Salinas son una pareja vinculada a Telleldín, que habría sido presionada por Galeano y los exfiscales, para declarar irregularmente como testigos de identidad reservada contra los policías bonaerenses a quienes Galeano, Mullen Barbaccia y Nisman imputaron como copartícipes del atentado. Ibáñez sostuvo que “Me tuvieron en la alcaidía y cuando me subieron al juzgado la vi llorando. Yo sólo quería que a ella la dejaran irse”, explicó y, fue por eso, que le dijo al entonces juez “que yo firmaba lo que sea si la dejaban ir a mi mujer”.
La audiencia 72.ª se realizó el 9 de febrero de 2017. Declararon Miriam Salinas y Guillermo Cotoras. Salinas relató las circunstancias en las que ella y su esposo fueron detenidos y las presiones sufridas para ser testigo de identidad reservada. Cotoras, es un técnico electromecánico que trabajaba en el taller de Telleldín. Declaró haber colocado el motor de la Trafic que habría explotado en la AMIA, razón por la cual está imputado en la causa principal.
La audiencia 73.ª se realizó el 16 de febrero de 2017. Declaró otro agente de inteligencia cuyo testimonio debe mantenerse reservado y Ariel Nitzcaner, un mecánico relacionado con Telleldín, quien hizo arreglos en la Traffic blanca probablemente utilizada en el atentado.
La audiencia 74.ª se realizó el 20 de febrero de 2017. Declaró Juan Pablo Cafiero, quien fuera como diputado, integrante de la Comisión Bicameral Especial de Seguimiento de las investigaciones de los Atentados a la Embajada de Israel y a la AMIA. Cafiero realizó algunas críticas a la Comisión y relató en detalle lo que sucedió cuando apareció el video en el que se ve al juez Galeano negociando un pago con el principal acusado Carlos Telleldín, con el fin de que imputara a los policías bonaerenses. Explicó que la mayoría de la Comisión decidió apoyar igualmente al exjuez Galeano, mientras que Memoria Activa tenía una “severa y aguda crítica; dijeron que el video era un disparate y un acto de corrupción y anticiparon el fracaso (de la causa) casi desde el comienzo”, y que la DAIA “justificaba el video”.
La audiencia 75.ª se realizó el 23 de febrero de 2017. Declaró José Antonio Romero Feris, quien fuera como senador, integrante de la Comisión Bicameral Especial de Seguimiento de las investigaciones de los Atentados a la Embajada de Israel y a la AMIA, entre 1997 y 2001. Romero Feris sostuvo que “El trabajo de la Comisión no fue bueno. Vivimos en las tinieblas sin saber qué pasó”, y dijo que “los informes eran incompletos”. Con respecto al video dijo no recordar cómo y cuando se presentó.
La audiencia 76.ª se realizó el 2 de marzo de 2017. Declaró el abogado Juan Pablo Vigliero, un amigo del acusado y exfiscal José Barbaccia, quien estuviera detenido como sospechoso de haber robado el video en el que Galeano negocia el pago con el sospechoso Telledín.
La audiencia 77.ª se realizó el 6 de marzo de 2017. Declaró Chacho Álvarez, quien fuera como diputado, integrante de la Comisión Bicameral Especial de Seguimiento de las investigaciones de los Atentados a la Embajada de Israel y a la AMIA. Álvarez sostuvo que el fracaso de la investigación se debió entre otras causas a que “el juez se respaldaba mucho en la SIDE, el organismo menos confiable”. Al declarar sobre el video en el que Galeano negocia con Telleldín, Álvarez dijo que la Comisión decidió apoyar el exjuez.
La audiencia 78.ª se realizó el 9 de marzo de 2017. En la misma amplió su declaración indagatoria otro de los acusados, Patricio Finnen, exagente de inteligencia, realizada sin presencia de público y sin autorización para ser difundida. Memoria Activa considerò que se trataba de una declaraciòn crucial para el juicio y solicitó la eliminación del secreto sobre su declaración.
La audiencia 79.ª se realizó el 16 de marzo de 2017. En primer lugar declaró Raúl Galván quien fuera como senador, vicepresidente de la Comisión Bicameral Especial de Seguimiento de las investigaciones de los Atentados a la Embajada de Israel y a la AMIA. Luego declaró Ana Sverdlik, exprosecretaria del juzgado de Galeano durante la investigaciòn del atentado y luego apoderada de la DAIA. Declaró que las cámaras en el juzgado fueron colocadas por personal del SIDE.
La audiencia 80.ª se realizó el 20 de marzo de 2017. En la misma declaró el exprosecretario del juzgado del acusado Galeano, Claudio Adrián Lifschitz, uno de los primeros en denunciar las irregularidades que se cometieron en la investigación judicial. Explicó que al revisar la causa descubrió “falencias investigativas que luego comprobé no eran por ineptitud sino adrede por la SIDE y el POC (división Protección al Orden Constitucional de la PFA)”. Se detuvo en la utilización que el juzgado hacía de las cámaras ocultas. También relató en detalle la investigación contra los policías bonaerenses y las presiones que realizaba el juez. Sostuvo que la investigación mostraba que los policías bonaerenses no estaban relacionados con el atentado, pero a pesar de ello Galeano decidió continuarla. Sostuvo también que el pago a Telleldín fue de conocimiento de todos los integrantes del juzgado y de la fiscalía. Relató también que el grupo de testigos presentados por Telleldín contra los policías bonaerenses “parecía todo armado” y que incluso “Telleldín pidió hablar con ellos antes de que declaren y en el video se ve bien cómo le señala a Galeano qué fotos les tenía que mostrar a los testigos y qué debía preguntarles. Le daba instrucciones para que todo saliera bien y declararan contra los policías”.

#### Audiencias 81 a 90
La audiencia 81.ª se realizó el 23 de marzo de 2017. Continuó declarando el exprosecretario del juzgado de Galeano, Claudio Lifschitz. Entre los hechos relatados se encuentran el abandono de la “pista siria”. Lifschitz contó que buscó profundizar la investigación sobre Víctor Chabán: “Era un fundamentalista y en las escuchas telefónicas mencionaba tener diez gramos de C4, un explosivo que se consigue en Paraguay. También hacía comentarios antisemitas y se descubrieron mensajes cifrados por fax con partes del Corán”, dijo Lifschitz y agregó que por eso pidió en el juzgado secuestrar ese fax para conocer los mensajes. “Pero el secretario Velasco me dijo que no. Que nos íbamos a meter en un quilombo si, en su momento, había llamado el hermano del presidente”. Lifschitz afirmó que los secretarios le contaron Munir Menem llamó a Galeano tras la detención a Kanoore Edul para presionarlo. El testigo relató que debió refugiarse en Estados Unidos donde escribió un informe detallado del caso y firmó un contrato de confidencialidad con dos personas para que hicieran público el manuscrito si algo le sucedía. La Comisión Bicameral no quiso recibir el informe hasta que apareció en televisión. Ninguna editorial quiso tomar el caso: “Tuve que publicarlo yo con mi esfuerzo porque las editoriales no querían. Por ejemplo, Planeta me decía que tenían un compromiso con la DAIA”, recordó. Después de eso sufriè diversos ataques: “Un disparo en la esquina de mi casa y otro día a un custodio que me salvó la vida; una carta bomba; mensajes que advertían que me escuchaban; un secuestro de 45 minutos para escribirme «AMIA» en la espalda y quemarme números en los brazos”.
La audiencia 82.ª se realizó el 30 de marzo de 2017. Durante la misma la querella de Memoria Activa solicitó que se diera a conocer las cartas de renuncia de los abogados querellantes del Poder Ejecutivo Nacional, Mariana Stilman y Ezequiel Strajman, donde relatan haber recibido presiones del ministro del área Germán Garavano y sostienen que el PEN podría terminar representando intereses distintos. El nuevo abogado del PEN, Miguel Inchausti, se presentó a las 10.30 y se retiró a las 11.53 A continuación el exprosecretario del juzgado de Galeano, Claudio Lifschitz, respondió preguntas de las partes. En las audiencias 83.ª (3 de abril), y 84.ª (20 de abril), continuó declarando el exprosecretario del juzgado de Galeano, Claudio Lifschitz.
La audiencia 85.ª se realizó el 27 de abril de 2017. Declararon a puertas cerradas dos agentes de Inteligencia.
La audiencia 86.ª se realizó el 27 de abril de 2017. Declaró Eduardo Telleldín, el hermano del acusado de haber preparado la camioneta usada como coche bomba. El testigo había sido detenido por el juez Galeano e imputado en la causa paralela “Brigadas” sobre el atentado a la AMIA (dónde se procesó a los policías bonaerenses que luego fueron absueltos en el juicio oral), y simultáneamente fue citado a declarar como testigo en la causa principal del atentado a la AMIA, luego de que se le pagara a Telleldín los 400 000 dólares que aportó la SIDE. Durante la audiencia, la defensa del acusado almirante Juan Carlos Anchezar (segundo de la SIDE en la época del atentado), le pidió al Tribunal que se investigara la filtración a la prensa de documentos oficiales desclasificados que revelan que en junio de 1996, Anchezar recibió en dos ocasiones en las oficinas de la SIDE al principal sospechoso del atentado, el agregado cultural de Irán en la Argentina Moshen Rabbani. Las defensas solicitaron no aceptar como pruebas los documentos desclasificados de la Secretaría de Inteligencia.
Las audiencias 87.ª y 88.ª se realizaron el 11 y 15 de mayo de 2017, respectivamente. Declararon a puertas cerradas agentes de Inteligencia de identidad reservada. La audiencia 89.ª se realizó el 29 de mayo de 2017 y se limitó a resolver cuestiones procesales.
La audiencia 90.ª se realizó el 8 de junio de 2017 y en la misma declaró el exagente de inteligencia Antonio Horacio “Jaime” Stiuso. El tribunal dispuso que se declaración permaneciera reservada.

#### Audiencias 91 a 100
La audiencia 91.ª se realizó el 12 de junio de 2017 y en la misma finalizó la declaración del exagente de inteligencia Antonio Horacio “Jaime” Stiuso, mantenida en reserva.
Las audiencias 92.ª a 100.ª se realizaron entre el 22 de junio y el 10 de agosto de 2017. En las mismas declaró el acusado Juan José Galeano. El exjuez de la causa defendió la legalidad del procesamiento que hizo de los policías bonaerenses absueltos en el juicio oral y sostuvo que “los jueces del TOF3 son los verdaderos responsables de la impunidad. Inventaron una conspiración, seguramente respondiendo al gobierno de turno”. Galeano acusó también al exagente Jaime Stiuso, sosteniendo que “encubrió que la policía de la Provincia de la que se servía para investigar, estaba involucrada (con el atentado)”.

#### Audiencias 101 a 110
La audiencia 101.ª se realizó el 17 de agosto de 2017. En la misma declaró el acusado Rubén Beraja. El expresidente de la Delegación de Asociaciones Israelitas Argentinas (DAIA), proyecto en su declaración un video editado que no fue aceptado como prueba.
Las audiencias 102.ª y 103.ª se realizaron el 24 y el 31 de agosto de 2017. En las mismas declaró el acusado José Barbaccia. El exfiscal de la investigación del atentado, sostuvo que su acusación había sido una maniobra política sin fundamentos jurídicos, realizada por el juez Ariel Lijo, quien según Barbaccia mantenía una relación “promiscua” con el fiscal actuante, que en ese momento era Alberto Nisman. Barbaccia también acusó al exagente de inteligencia Jaime Stiuso de desviar la investigación.
La audiencia 104.ª se realizó el 4 de septiembre de 2017. En la misma declaró un agente de inteligencia, cuya declaración fue mantenida en secreto.
La audiencia 105.ª se realizó el 7 de septiembre de 2017. En la misma declararon como testigos los expolicías Oscar Félix Guerrero y Ricardo Altieri. Los testimonios fueron pedidos por el acusado y excomisario Jorge “Fino” Palacios y estuvieron relacionados con las escuchas que desaparecieron.
La audiencia 106.ª se realizó el 14 de septiembre de 2017. En la misma declaró el acusado, Víctor Stinfale, exabogado de Carlos Telleldín, acusado de haber mediado en la entrega de dinero a su cliente para acusar a los policías bonaerenses que resultaron absueltos en el primer juicio.
La audiencia 110.ª se realizó el 12 de octubre de 2017. En la misma se declaró cerrado el debate (prueba), abriendo paso a la etapa en la que cada parte expone su opinión sobre la prueba presentada en juicio y sus conclusiones (alegatos).

### Alegatos
El 26 de octubre de 2017 comenzaron los alegatos (conclusiones de las partes sobre las pruebas y propuesta de penas). Hasta el 21 de diciembre realizaron su alegato los abogados de la Unidad Fiscal AMIA, a lo largo de ocho audiencias (111 a 119). La Unidad Fiscal concluyó su alegato pidiendo que se condene a doce de los trece acusados, con excepción del excomisario Jorge “Fino” Palacios, para quien pidió la absolución. La pena más grave fue pedida para el exjuez Galeano (trece años de prison e inhabilitación perpetua), seguidas de las penas solicitadas para los exfiscales de la causa Barbaccia y Mullen (ocho años de prisión e inhabilitación perpetua).
El 8 de febrero de 2018 se desencadenó un escándalo, cuando el gobierno argentino realizó su alegato y dejó caer la acusación contra los exfiscales Mullen y Barbaccia y pidió penas menores para los acusados, a través de una decisión del Ministerio de Justicia y Derechos Humanos a cargo de Germán Garavano, llevada adelante mediante el alegato realizado por el abogado José Console en nombre del gobierno, acto que fue criticado como “amiguismo” y “encubrimiento” por la diputada Elisa Carrió. El acto fue cuestionado por la asociación de familiares de víctimas de la AMIA Memoria Activa, y por la diputada de Cambiemos Elisa Carrió, imputándole al ministro Germán Garavano haber dejado caer la acusación contra dos exfuncionarios acusados de encubrir el atentado terrorista de 1994 en el juicio AMIA 2. Pocos días después el tribunal dispuso apartar de la causa al abogado del gobierno Console, por estar inhabilitado por incompatibilidad de funciones, aunque consideró válido el cuestionado alegato realizado por el abogado excluido.

### Denuncia por encubrimiento y corrupción contra el ministro de Justicia
El 5 de marzo de 2018, Macri eliminó la Secretaría de Estado para el seguimiento de las causas AMIA y Alberto Nisman, que había creado dos años antes. Al disolverse la Unidad, fue cesado también el funcionario que estaba a cargo de la misma, el radical Mario Cimadevilla. Dos semanas después de dejar su cargo, el 22 de marzo de 2018 Cimadevilla denunció por encubrimiento del atentado de la AMIA al ministro Garavano, al secretario de Justicia Santiago Otamendi, al exjefe de gabinete del Ministerio de Justicia, Esteban Conte Grand, y otros funcionarios por los delitos de encubrimiento del atentado a la AMIA, cohecho, abuso de autoridad, y violación de deberes de funcionario público. Cimadevilla afirmó en su denuncia que “el ministro Garavano fue el que pidió absolver a los fiscales de la causa AMIA”, imputados por encubrir el atentado.